# Художник Матис
Художник Матис (нем. Mathis der Maler) — опера немецкого композитора Пауля Хиндемита в 7 картинах, в которой музыкальным и сценическим языком рассказывается история жизни художника XVI столетия Матиаса Грюневальда. Вдохновил композитора на создание этой оперы расписанный М. Грюневальдом Изенгеймский алтарь. Продолжительность действия оперы — около 3 часов.

## История
Премьера состоящей из трёх частей (Концерт ангелов, Положение во гроб и Искушение св. Антония) симфонии Художник Матис, являвшейся частью одноимённой оперы, состоялась в Берлине 14 марта 1934 года под руководством Вильгельма Фуртвенглера. Однако вскоре после этого опера была запрещена в национал-социалистской Германии, и премьера её прошла 28 мая 1938 года в Цюрихе. Особо политический, антифашистский настрой этому произведению придавали ряд сцен — в частности картина сожжения лютеранских книг в Майнце, явно перекликавшаяся с «книжными аутодафе» в нацистской Германии.
Автором либретто оперы был сам композитор.

## Оркестр
Опера исполняется в сопровождении оркестра, состоящего из 2 флейт, 2 гобоев, 2 фаготов, 4 валторн, 2 труб, 3 тромбонов, тубы, литавры, ударных и 30 смычковых струнных инструментов.

## Сюжетная линия
Время действия в опере — эпоха Великой Крестьянской войны в Германии XVI века (около 1525 года) в первых 6 картинах, в седьмой картине — несколькими годами позднее. События разворачиваются в городе Майнц и его окрестностях, и в Оденвальде.

### Картина первая
Художник Матис работает над росписью алтаря в монастыре Антонитерхоф (св. Антония). Внезапно в монастыре перед ним появляется раненый предводитель восставших крестьян Швальб со своей дочерью Региной, преследуемый буквально по пятам врагами. Швальб, увидев искусно расписанный алтарь, изумлён мастерством художника, и в то же время он никак не может понять, как разумный и талантливый человек может тратить столько сил и времени на живопись в такое время, когда сейчас, в вооружённой борьбе решаются судьбы мира и справедливости. Матис смущён словами Швальба. Спасая его от врагов, художник решает оставить искусство и присоединиться к восставшим крестьянам.

### Картина вторая
В Майнце в самом разгаре борьба между католиками и лютеранами. В это время в город приезжает архиепископ Альбрехт. Настоятель собора фон Поммерсфельден доносит ему о том, что его придворный живописец Матис спас жизнь предводителю мятежников Швальбу и требует жестоко наказать художника. Однако Альбрехт, ценящий талант его, не спешит с наказанием. В это время Матис оставляет своё место у архиепископа и уходит к восставшим.

### Картина третья
Матис прощается со своей невестой Урсулой. В Майнце происходит брожение. Возбуждённая толпа сжигает на площади лютеранские «еретические» книги. В то же время между протестантами и архиепископом намечается «мировая». Князь церкви собирается сложить с себя духовный сан, стать светским правителем и женится на лютеранке Урсуле, примирив таким образом обе партии. Урсула должна послужить «искупительной жертвой» в этой сложной политике.

### Картина четвёртая
Восставшие крестьяне, в войске которых теперь находится Матис, захватывают владения графа Хельфенштайна. После короткого «суда» они казнят графа, издеваются над его супругой, грабят церковь и оскверняют образ Богоматери. Когда возмущённый этой сценой Матис выступает на выручку графини и растерзанного образа Матери Божьей, они оставляют свои жертвы и набрасываются на самого художника. В драке ему грозит гибель, однако внезапно появившийся Швальб сообщает о приближении войска ландскнехтов под предводительством генерала Труксеса фон Вальдбурга. Крестьянская армия, погрязшая в грабежах и пьянстве, профессиональному войску ничего не способна противопоставить. Восставшие в бою разгромлены, Швальб погибает. Матису теперь грозит гибель от рук захвативших его княжеских наёмников, но его неожиданно спасает графиня Хельфенштайн, помнящая его помощь.

### Картина пятая
Брак Урсулы с кардиналом-архиепископом расстраивается. Альбрехт, философски мыслящий человек, решает в это страшное и жестокое время уйти из мира и стать отшельником. «Искупительная жертва» для блага единоверцев-лютеран со стороны Урсулы более не требуется.

### Картина шестая
После страшной битвы и поражения крестьян художник Матис и дочь Швальба, Регина, охваченные ужасом, бегут по лесу. Страшно устав в результате упадка сил и нервного перенапряжения, они останавливаются на привал. Матис впадает в забытье, в котором ему видятся кошмарные картины и галлюцинации, похожие на пророчества. В то же время ему в фантасмагорических образах видится всё им пережитое. Демоны и монстры, посланники Сатаны, искушают художника несметными богатствами, властью, развратными красавицами и нечистыми знаниями магии. Матис внезапно видит себя святым Антонием, искушаемым демоническими силами. Хор чертей поёт ему: «Твой злейший враг — в тебе самом». Чтобы развеять страшное марево, Матис обращается со страстной молитвой к Спасителю, и чары рассеиваются. Перед ним вдруг является ставший анахоретом Альбрехт и призывает вернуться к художественному творчеству, забытому Матисом ради войны и борьбы.

### Картина седьмая
Матис снова живёт в Майнце и работает в своей мастерской. С ним его бывшая возлюбленная Урсула. Регина, дочь Швальба, смертельно больна. Матис заканчивает свою последнюю картину, изображающую Спасителя на кресте. Взглянув на него, Регина узнаёт в образе распятого своего отца. После смерти девушки Матис покидает Майнц, желая и себе достойной смерти в одиночестве, наедине с самим собой.

## Действующие лица
- Альбрехт Бранденбургский, кардинал, архиепископ Майнцской (тенор)
- Графиня Хельфенштейн (контральто)
- Матис, живописец на службе у архиепископа (баритон)
- Лоренц фон Поммерсфельден, настоятель Майнцского собора (бас)
- Вольфганг Капито, советник архиепископа (тенор)
- Ридингер, богатый майнцский горожанин (бас)
- Ганс Швальб, вождь мятежных крестьян (тенор)
- Труксес фон Вальдбург, полководец наёмников-ландскнехтов (бас)
- Сильвестр фон Шаумберг, офицер в войске Труксеса (тенор)
- Граф Хельфенштейн (немая роль)
- Музыкант графа (тенор)
- Урсула, дочь Ридингера (сопрано)
- Регина, дочь Швальба (сопрано)
- Графиня Хельфенштайн (альт)

Горожане, католики и лютеране, крестьяне, студенты, солдаты и офицеры, монахи, демоны, чудовища, хор.

## Исполнения
В наше время опера была поставлена в Париже (Opera Bastille) в 2010 году. Режиссура Оливье Пи. В роли Матиса выступил немецкий баритон Маттиас Гёрне, известный исполнением песен Шуберта, Шумана и Малера.